# 슈테트바흐역
슈테트바흐역(독일어: Bahnhof Stettbach)은 스위스 취리히시의 북동쪽 경계에 있는 기차역이다. 역은 도시 경계 바로 안에 있지만, 역 이름은 도시의 슈바멘딩엔구 뒤벤도르프의 인접한 지자체 슈테트바흐의 인근 마을에서 따왔다.

## 역사
슈테트바흐역은 취리히베르크 터널과 연결 철도와 함께 1990년에 개통되었다. 동시에 취리히 슈타델호펜역은 히르센그라벤 터널에 의해 취리히 중앙역의 저층 승강장을 통해 연결되어 취리히 S-반의 동서를 관통하는 골격을 만들었다.

## 운행
이 역은 취리히 중심부의 취리히 슈타델호펜역과 디틀리콘역 및 뒤벤도르프역을 연결하는 취리히베르크선 노선에 있다. 역에는 2개의 선로가 있는 지하 단일 플랫폼이 있으며, 역의 남쪽 끝 지점에서 철도 선로는 취리히 슈타델호펜까지 이어지는 길이 5km의 취리히베르크 터널로 들어간다.
이 역은 취리히 S-반의 다음 노선으로 운행된다.
- S3 (뷜라흐 –) 하르트브뤼케 – 취리히 HB – 에프레티콘 – 베치콘
- S9 (샤프하우젠 –) 라프츠 – 하르트브뤼케 – 취리히 HB – 우스터
- S11 (아라우 – 렌츠부르크 –) 디에티콘 – 취리히 HB – 취리히 슈테트바흐 –  빈터투어 – 조이차흐 / 젠호프-키부르크 (– 빌라)
- S12 브루크 – 취리히 HB – 취리히 슈테트바흐 –  빈터투어 – 샤프하우젠 / 빌 SG

모든 노선은 스위스 연방 철도에서 운영한다.
1층 역에 인접해 있는 취리히 트램 노선 2곳의 종착역이 있다. 7번 국도는 교통회사 취리히 (VBZ)가 소유, 운영하며, 슈바멘딩엔구를 통해 슈테트바흐와 취리히 중심부를 연결한다. 노선 12는 글라탄반을 대신하여 VBZ에서 운영하며, 점점 더 도시화되는 글라탈 지역을 통해 슈테트바흐와 취리히 공항을 연결한다.

## 미래 계획
터널 위의 취리히베르크산에 위치한 취리히 동물원과 이 역을 잇는 길이 약 2km의 하는 케이블카를 건설할 계획이다.